# Boys Town Gang
De Boys Town Gang was een discogroep uit de jaren 80 van de 20e eeuw, die erin slaagde om nog enkele jaren na de hoogtijdagen van de disco (eind jaren 70, begin jaren 80) enkele grote disco-hits te scoren. De groep werd wel de Village People van de jaren 80 genoemd.
Oprichter van de Boys Town Gang was diskjockey Bill Motley uit San Francisco. San Francisco kende in het begin van de jaren 80 al veel uitgaansgelegenheden die zich speciaal richtten op homoseksuelen en Bill Motley zag hierin een mogelijkheid voor een nieuwe discogroep die zich speciaal op deze gelegenheden zou richten. Na een uitgebreide auditie koos hij zangeres Cynthia Manley (die in het cabaret zong) als gezicht van de groep. Aanvankelijk was het de bedoeling om één album uit te brengen, maar de liedjes werden een groot succes zodat besloten werd door te gaan. Cynthia Manley verliet Boys Town Gang echter alweer snel om verder aan haar solocarrière te gaan werken. In haar plaats kwamen Robin Charin en drie mannelijke zangers en dansers. De samenstelling van de groep veranderde meerdere malen in relatief korte tijd. 
Grootste hit van Boys Town Gang was het nummer Can't Take My Eyes Off You uit 1982, dat in Nederland in mei van dat jaar nummer-1-positie haalde. Verder scoorde de groep een aantal hits met covers van hits uit de jaren zestig en 70 in een disco-jasje, zoals Ain't no mountain high enough (hoogste positie nummer 7 in Top 40 van oktober 1981), Signed, sealed delivered en Just can't help believing.

## Discografie

### Albums
| Album met eventuele hitnotering(en) in de Nederlandse Album Top 100 | Datum van verschijnen | Datum van binnenkomst | Hoogste positie | Aantal weken | Opmerkingen |
| ------------------------------------------------------------------- | --------------------- | --------------------- | --------------- | ------------ | ----------- |
| Disc charge                                                         | 1981                  | 22-05-1982            | 8               | 14           |             |

### Singles
| Single met eventuele hitnotering(en) in de Nederlandse Top 40 | Datum van verschijnen | Datum van binnenkomst | Hoogste positie | Aantal weken | Opmerkingen |
| ------------------------------------------------------------- | --------------------- | --------------------- | --------------- | ------------ | ----------- |
| Ain't no mountain high enough/Remember me                     | 1981                  | 10-10-1981            | 7               | 10           |             |
| Can't take my eyes off you                                    | 1982                  | 22-05-1982            | 1(3wk)          | 11           | Alarmschijf |
| Signed, sealed, delivered (I'm yours)                         | 1982                  | 24-07-1982            | 8               | 8            |             |
| Come and get your love                                        | 1982                  | 02-10-1982            | tip12           | -            |             |
| Just can't help believing                                     | 1983                  | 21-05-1983            | 25              | 5            |             |

### NPO Radio 2 Top 2000
| Nummer met noteringen in de NPO Radio 2 Top 2000 | '99  | '00  | '01  | '02  | '03  | '04  | '05  | '06  | '07 | '08  |
| ------------------------------------------------ | ---- | ---- | ---- | ---- | ---- | ---- | ---- | ---- | --- | ---- |
| Can't Take My Eyes Off You                       | 1079 | 1056 | 1002 | 1405 | 1889 | 1993 | 1880 | 1989 | -   | 1944 |

1. ↑  Een '-' betekent dat het nummer niet was genoteerd en een vetgedrukt getal geeft de hoogste notering aan.
2. ↑  Deze tabel is bijgewerkt tot en met de laatste editie (2024).